# E006号線
E006号線 (E006ごうせん、英: European route E006) はタジキスタンとウズベキスタンにあり、アイニ – コーカンドを結ぶ、欧州自動車道路のBクラス幹線道路。

## 経路
- タジキスタン
  - アイニ
- ウズベキスタン
  - コーカンド